# Rheotanytarsus dogoensis
Rheotanytarsus dogoensis är en tvåvingeart som beskrevs av Ree och Kim 1988. Rheotanytarsus dogoensis ingår i släktet Rheotanytarsus och familjen fjädermyggor. Inga underarter finns listade i Catalogue of Life.